# Langskov Sogn
Langskov Sogn er et sogn i Hedensted Provsti (Haderslev Stift).
I 1800-tallet var Langskov Sogn anneks til Uldum Sogn. Begge sogne hørte til Nørvang Herred i Vejle Amt. De udgjorde Uldum-Langskov sognekommune, som senere blev delt i to. Ved kommunalreformen i 1970 blev både Langskov og Uldum indlemmet i Tørring-Uldum Kommune. Det meste af den inkl. Langskov og Uldum indgik ved strukturreformen i 2007 i Hedensted Kommune.
I Langskov Sogn ligger Langskov Kirke.
I sognet findes følgende autoriserede stednavne:
- Bakkegård (bebyggelse)
- Hauge (bebyggelse, ejerlav)
- Hovgård (bebyggelse)
- Hvolgård Ødemark (bebyggelse)
- Langskov (bebyggelse)
- Nyborg (bebyggelse, ejerlav)
- Ølholm (bebyggelse, ejerlav)
- Ølholm Huse (bebyggelse)
- Ølholm Kær (bebyggelse)
- Ølholm Mark (bebyggelse)